# Kunio Lemari
Kunio Lemari (29 novembre 1942 – 28 marzo 2008) è stato un politico marshallese, Presidente delle Isole Marshall ad interim dal 20 dicembre 1996 al 14 gennaio 1997.
Ministro dei Trasporti e delle Comunicazioni, divenne Presidente dopo la morte di Amata Kabua.